# Brøttum
Brøttum är en kyrkby och tidigare tätort i Ringsakers kommun i Innlandet fylke i östra Norge. Orten ligger vid sidan av fylkesväg 213 och Dovrebanan, öster om insjön Mjøsa. Här finns Brøttums kyrka.
2016 räknades orten som en tätort.

## Bilder

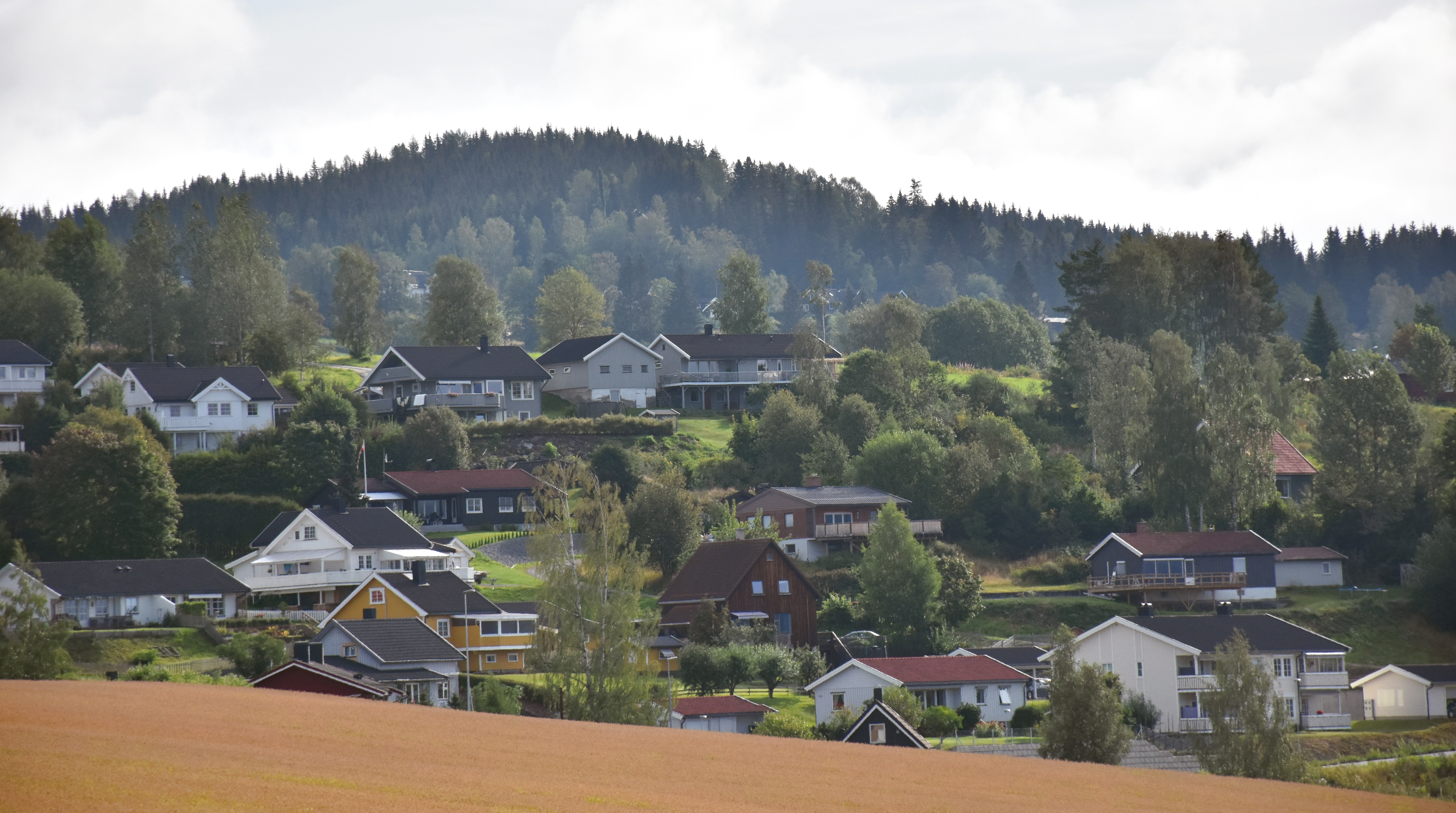
Bebyggelse i Brøttum.
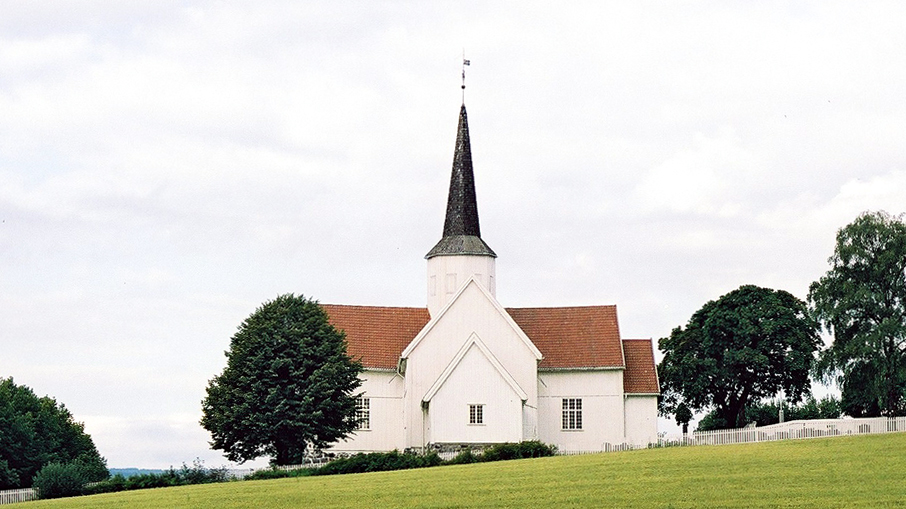
Brøttums kyrka.
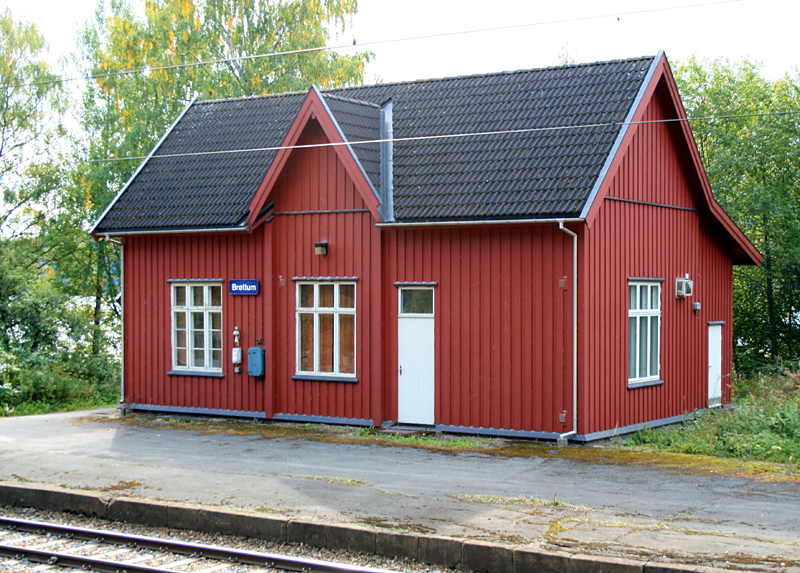
Brøttums station.